# Nürtinger-Esslinger Neckartal
Das Nürtinger-Esslinger Neckartal ist der Naturraum 106.20 des Schwäbischen Keuper-Lias-Lands im Südwestdeutschen Stufenland, er gehört zur naturräumlichen Haupteinheit 106 – Filder.

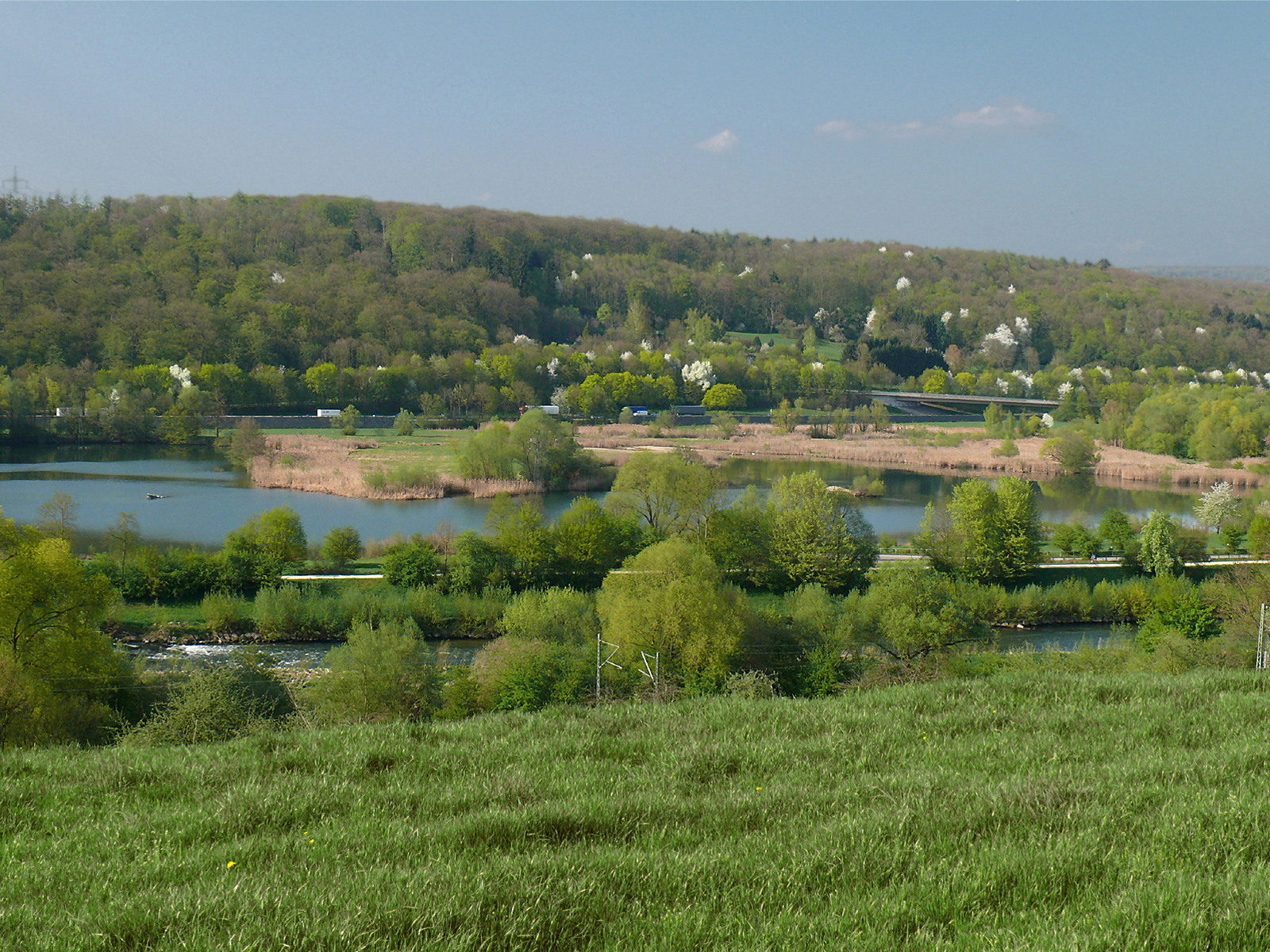
Neckartal bei Wernau

## Lage
Nach den Gliederungen des Handbuchs der naturräumlichen Gliederung Deutschlands von Meynen/Schmithüsen (1953–1962) und den Verfeinerungen des Einzelblatts Nr. 170 Stuttgart beginnt der Naturraum bei Neckartenzlingen und erstreckt sich bis unterhalb Esslingens. Folgende Städte  und Gemeinden des Landkreises Esslingen liegen im Naturraum Nürtinger-Esslinger Neckartal:
- Neckartenzlingen
- Neckartailfingen
- Nürtingen
- Oberboihingen
- Unterensingen
- Wendlingen am Neckar
- Köngen
- Wernau (Neckar)
- Deizisau
- Altbach
- Esslingen am Neckar

## Geographie
Nach Nürtingen weitet sich das Neckartal im Knollenmergel auf. Auch unterhalb des Neckarknies von Plochingen behält es infolge der Zunahme der Wassermenge durch die Einmündung der Fils seine Weite und damit den Charakter eines selbständigen Raums  im Stubensandstein. Bei Plochingen tritt der Stubensandstein aus der Talsohle heraus und bildet die steileren, unteren Hangpartien mit frischen, sandig-lehmigen Böden. Wegen ihrer günstigen physikalischen Eigenschaften erweisen sie sich als bevorzugte Weinbaustandorte, insbesondere in Südlage.
Klimatisch gehört das Tal noch zu den Randteilen des Neckarbeckens. Es ist etwas wärmer und niederschlagsärmer als die Filder-Hochebene und das Albvorland. In der bis zu 1,5 Kilometer breiten, zwischen 270 und 240 Meter Höhe liegenden Talsohle finden sich Gerölle aus Weißjurakalken, untergeordnet auch Keuper- und Braunjurasandsteine. Gröbere und feinsandigere Lagen wechseln ab. Reine Auelehme sind verbreitet, ihre Unterlage besteht meist aus durchlässigen Kiesen. Die Randstreifen der Talsohle mit tiefem Grundwasserstand (1–2 Meter unter der Talsohle) tragen Acker- und Gartenland, ebenso wie einzelne höhere Terrassenaufragungen. Die natürliche Vegetation beschränkt sich heute auf einen ufernahen Streifen. Die mit der Entwicklung der Baukonjunktur entstandenen großflächigen Baggerseen haben viel Kulturland aufgezehrt. Auffällig ist die enge räumliche Verknüpfung von Industrie und spezialisierten Obst-, Garten- und Weinkulturen.